# Giovanni Fieschi
Giovanni Fieschi (Genova, prima metà del XIV secolo – Roma, prima del dicembre 1381) è stato un cardinale e vescovo cattolico italiano, vescovo di Vercelli dal 1349 al 1384 e amministratore apostolico di Noli dal 1366 al 1381.

## Biografia
Fu cappellano di papa Clemente VI dal quale venne nominato vescovo di Vercelli. Ebbe numerose controversie con Galeazzo Visconti e ricorse spesso alla protezione del papato. Nel 1377 fu arrestato dal conte di Savoia e incarcerato a Biella. Liberato dalla prigione, fu creato cardinale da papa Gregorio XI nel 1378. Fu anche amministratore della diocesi di Noli.